# Asplenium viride
Asplenium viride là một loài dương xỉ trong họ Aspleniaceae. Loài này được Huds. mô tả khoa học đầu tiên năm 1762.

## Hình ảnh

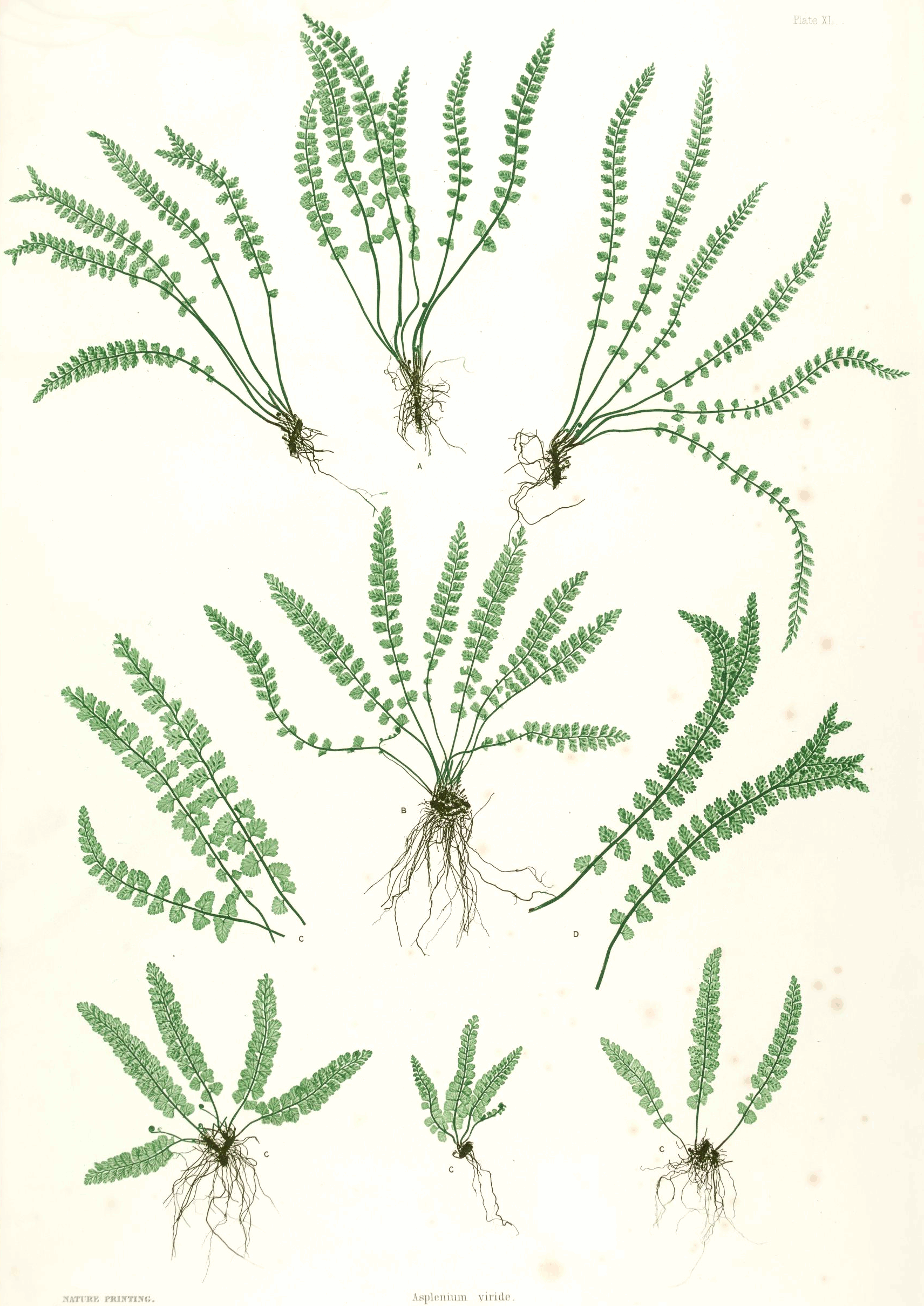
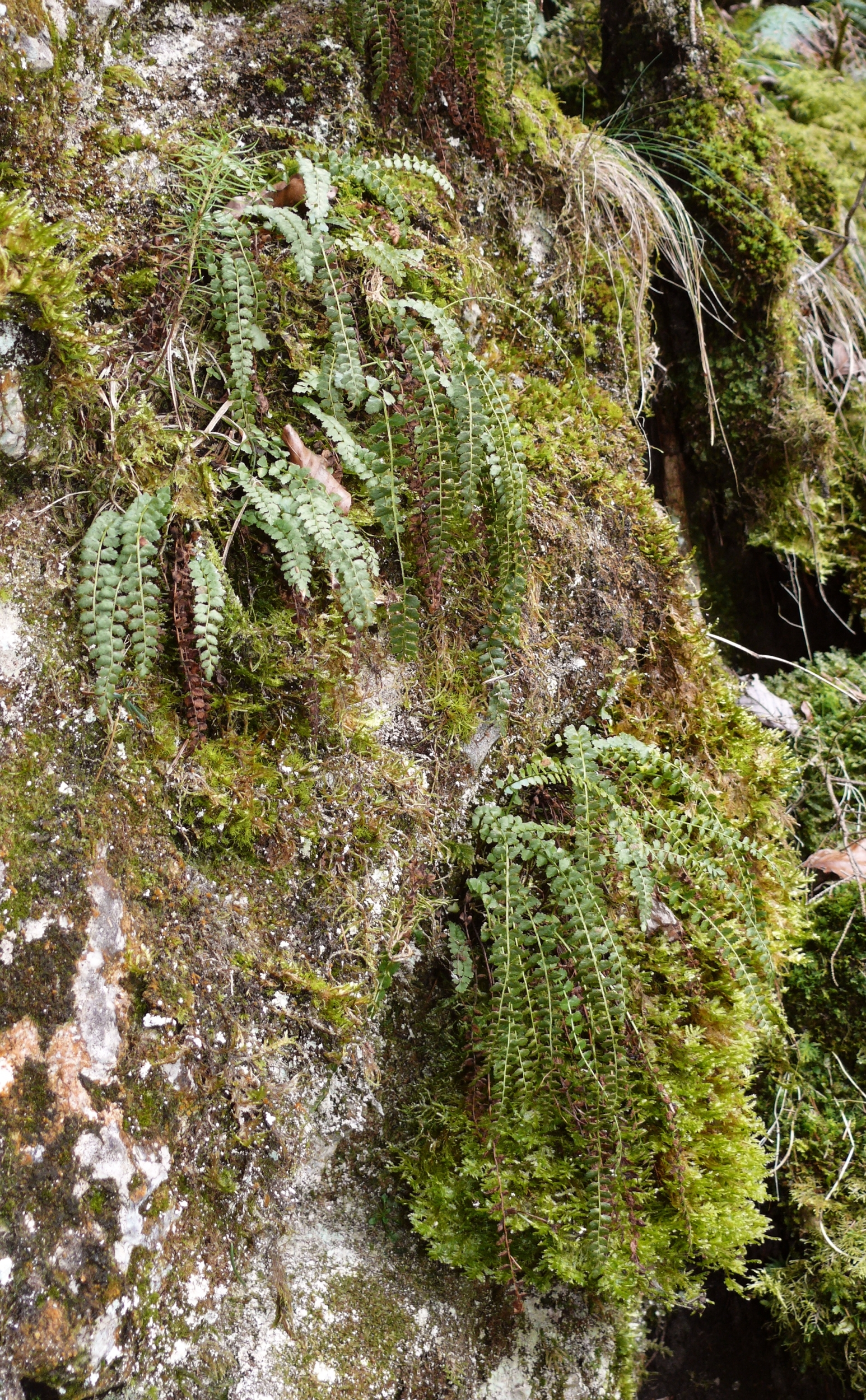
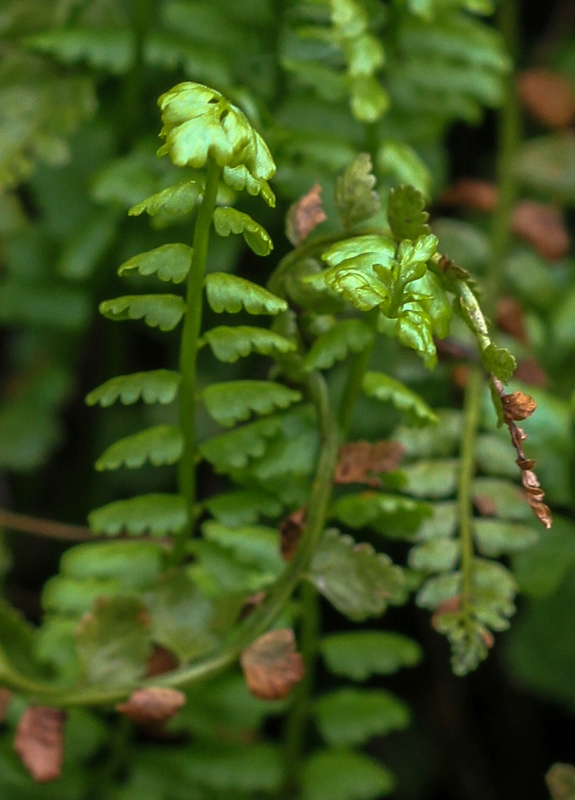
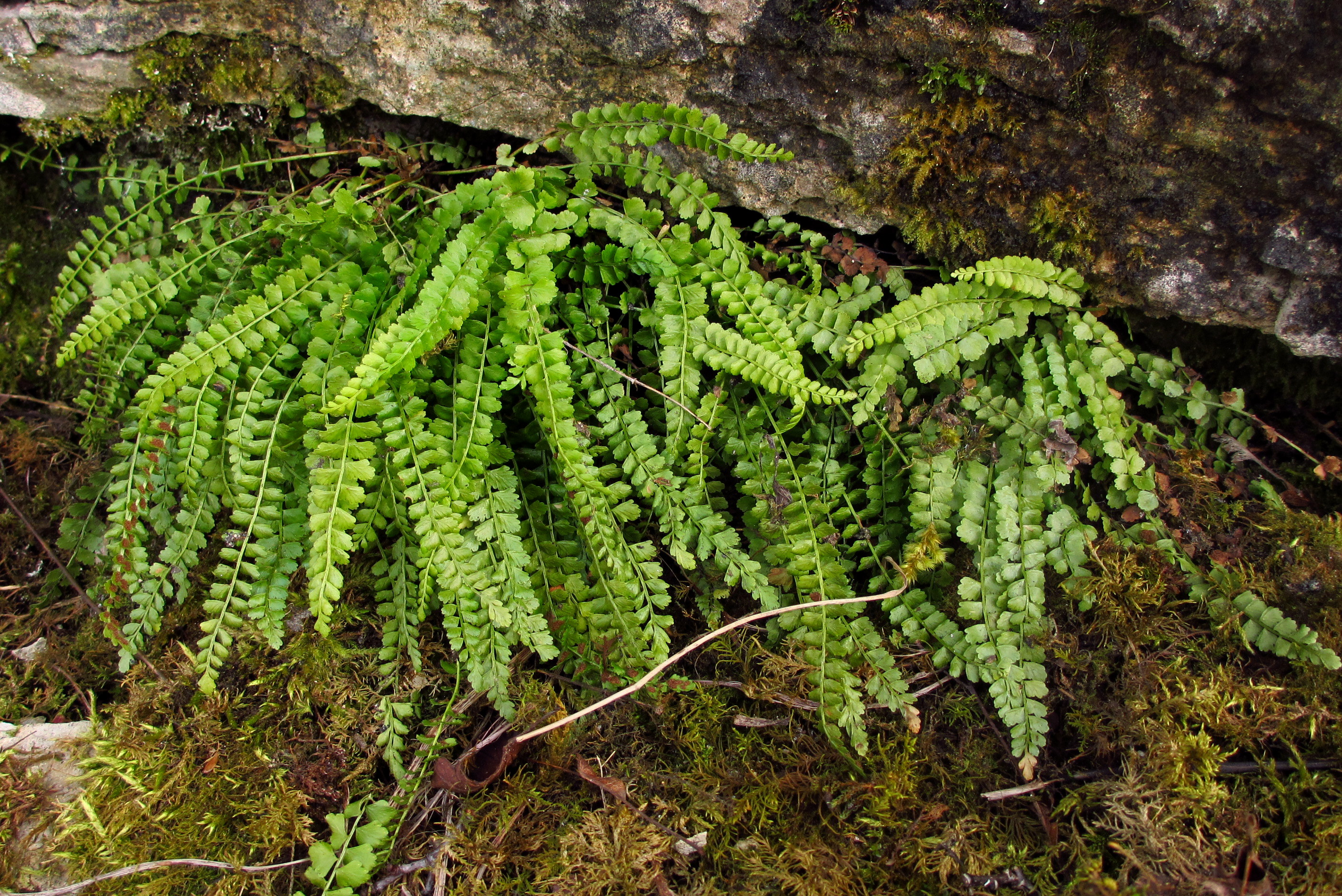